# Aeroportul Kobe
Aeroportul Kobe (IATA: UKB, ICAO: RJBE) este un aeroport din Chūō-ku⁠(d), Kobe, Prefectura Hyōgo, Japonia ce deservește zona Kobe. Aeroportul a fost tranzitat în 2023 de 3.434.858 de pasageri. A fost deschis în 16 februarie 2006.
Situat la o altitudine de 7 m, aeroportul dispune de 1 pistă.

## Infrastructură

### Piste
Aeroportul dispune de o singură pistă. Pista 09/27 are suprafața de asfalt și dimensiunile 2.500 m × 60 m. 

### Terminale
Aerogara are în componență 2 terminale, Kobe Airport Station⁠(d) și Kobe Airport Sea Access Terminal⁠(d). 